# 1806年の相撲
1806年の相撲（1806ねんのすもう）は、1806年の相撲関係のできごとについて述べる。

## できごと
4月22日（旧文化3年3月4日）に文化の大火が発生。本場所中だった2月場所は5日目で打ち切られた。

## 興行
- 2月場所（江戸相撲）[1]
  - 興行場所:山王御旅所茅場町薬師境内
  - 3月31日（旧2月12日）より晴天10日間興行
    - 文化の大火のため、5日目で打ち切り。
- 5月場所（大坂相撲）[1]
  - 興行場所:南堀江
- 9月場所（大坂相撲）[1]
  - 興行場所:難波新地
- 10月場所（江戸相撲）[2]
  - 興行場所:本所回向院
  - 12月1日（旧10月22日）より晴天10日間興行